# Augusto Federico di Hannover
Augusto Federico, duca di Sussex,  KG, KT, GCB, GCH, PRS, FRSA (Buckingham Palace, 27 gennaio 1773 – Kensington Palace, 21 aprile 1843), fu il sesto figlio di re Giorgio III del Regno Unito e della regina consorte Carlotta, nata principessa di Meclemburgo-Strelitz. Fu l'unico tra i figli del sovrano a raggiungere la vita adulta senza perseguire la carriera militare o navale.

## Biografia

### Infanzia e gioventù
Il principe Augusto Federico nacque a Buckingham Palace; fu istruito in casa prima di venire iscritto all'università Georg-August di Gottinga, in Germania, nell'estate del 1786, assieme ai fratelli Ernesto ed Adolfo. Augusto Federico, che soffriva di asma, non si unì però ai principi suoi fratelli nel ricevere l'addestramento militare ad Hannover; per breve tempo considerò di diventare un ecclesiastico della Chiesa anglicana.

### Primo matrimonio
Durante un viaggio in Italia, incontrò lady Augusta Murray (1768-1830), seconda figlia del 4º conte di Dunmore; la coppia si sposò a Roma il 4 aprile 1793 e, nuovamente, a Saint George's, in Hannover Square, a Londra, il 5 dicembre 1793, sempre senza il consenso del re. Il futuro ministro degli affari in Hannover, Ernst zu Münster, venne spedito in Italia per riportare Augusto Federico in patria.
Nell'agosto del 1794 il Tribunale delle prerogative annullò il matrimonio sulla base del fatto che esso contravveneva al Royal Marriages Act 1772, in quanto non era stato approvato dal sovrano. Il principe Augusto Federico, ciononostante, continuò a vivere con lady Augusta fino al 1801, quando ricevette un appannaggio dal Parlamento di 16.000 sterline; Lady Augusta invece ottenne la custodia dei figli e un assegno di mantenimento di 8.000 sterline.

### Parìa
Il re suo padre lo creò duca di Sussex, conte di Inverness e barone Arklow nei pari del Regno Unito, nonché cavaliere dell'Ordine della Giarrettiera, il 27 novembre 1801; dal momento che egli morì senza eredi legittimi, il titolo si estinse con lui.

### Massoneria
Nel gennaio del 1813,  Augustus Frederick divenne Gran Maestro della prima gran loggia d'Inghilterra, e nel dicembre di quello stesso anno suo fratello, il principe Edoardo Augusto di Hannover (1767-1820), divenne Gran Maestro della Ancient Grand Lodge of England. Il 27 dicembre 1813 fu costituita la United Grand Lodge of England, con il Principe Augustus Frederick come Gran Maestro.

### Secondo matrimonio
Augusto Federico si sposò in seconde nozze il 2 maggio 1831, ancora una volta contravvenendo al Royal Marriages Act 1772, con lady Cecilia Letitia Buggin (1793-1873), figlia maggiore di Arthur Gore, II conte di Arran e di Elizabeth Underwood, nonché vedova di sir George Buggin. Si deve notare tra l'altro che, nonostante l'irregolarità dei matrimoni, il secondo non sarebbe stato contratto in condizione di bigamia, in quanto lady Augusta Murray era morta l'anno precedente. Il giorno del matrimonio, con licenza reale, lady Cecilia assunse il cognome Underwood, ma non poté mai utilizzare il titolo di duchessa di Sussex, mentre venne in seguito creata duchessa di Inverness, come suo proprio diritto, nel 1840.

### Ultimi anni

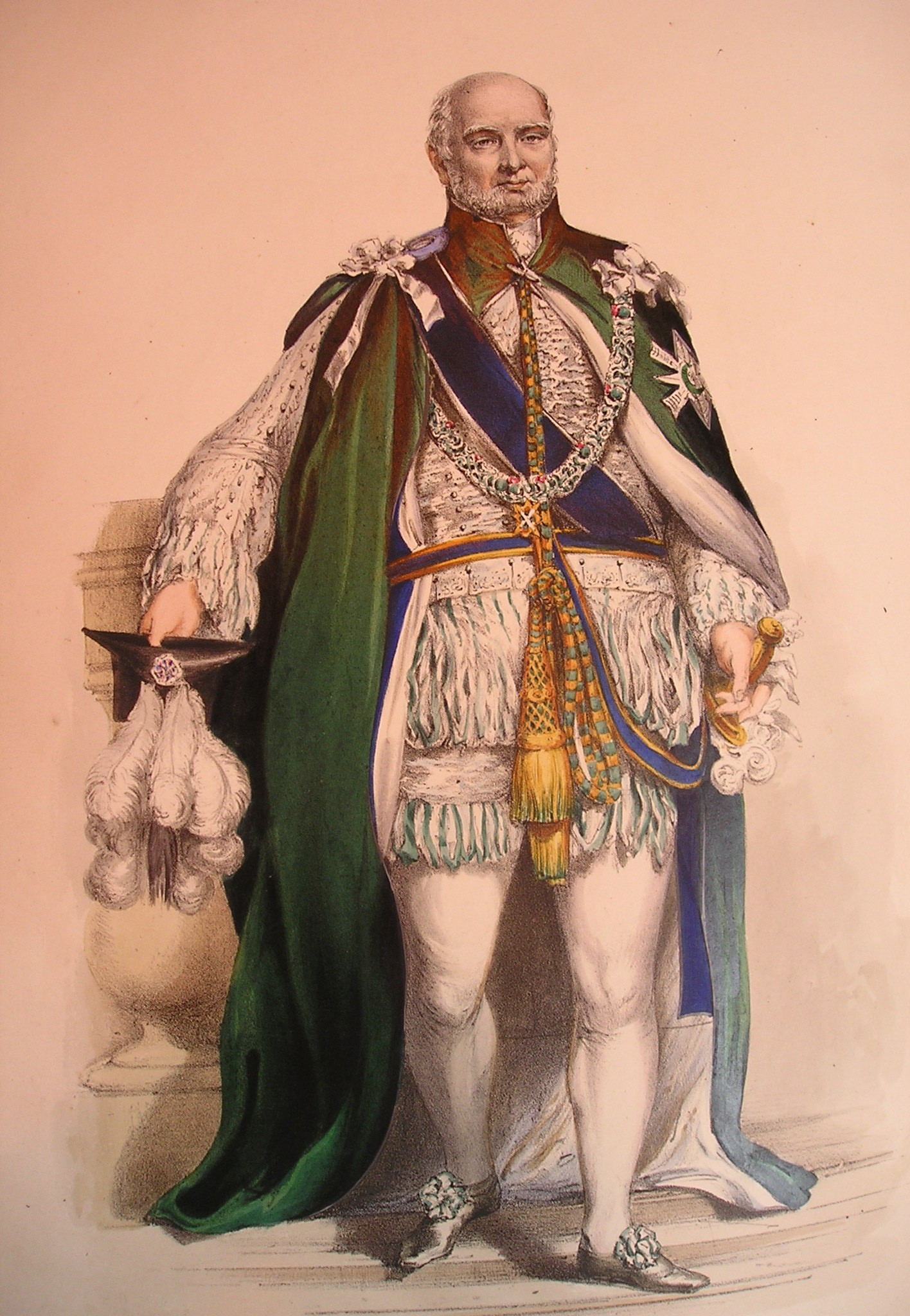
Augusto Federico con le insegne da cavaliere dell'ordine del Cardo, in un dipinto di G.E. Madeley

Il 29 gennaio 1831, re Guglielmo IV nominò il fratello minore capo ranger e custode di Saint James's e Hyde Park. Augusto Federico venne inoltre eletto presidente della Società delle arti nel 1816 e detenne questa carica per il resto della sua vita; dal 1817 in avanti, egli fu investito inoltre delle cariche onorifiche di capitano generale e colonnello dell'Onorevole compagnia di artiglieria. Tra il 1830 ed il 1838 fu presidente della Royal Society.
Il duca di Sussex era lo zio preferito della regina Vittoria, tanto che fu lui ad accompagnare la sposa all'altare e consegnarla nelle mani del principe Alberto di Sassonia-Coburgo-Gotha. Augusto Federico morì a Kensington Palace nel 1843; nel suo testamento specificò che non voleva avere alcun funerale di Stato e venne quindi sepolto nel Kensal Green Cemetery il 5 maggio 1843 con il semplice titolo di Augusto Federico, Duca di Sussex.  La sua vedova, la duchessa di Inverness, continuò a risiedere a Kensington Palace per volontà della regina Vittoria fino alla sua morte nel 1873, venendo poi sepolta vicino ad Augusto Federico.

## Discendenza
Il principe Augusto Federico ebbe due figli dalla prima moglie, lady Augusta Murray:
- Augusto Federico d'Este (1794-1848); il nome del principe Augusto d'Este è legato alla prima descrizione della sclerosi multipla, malattia che lo colpì a ventotto anni e di cui lasciò una descrizione dei sintomi e del decorso clinico in un lunghissimo diario; oltretutto, il documento vergato da Augusto d'Este riporta con chiarezza e ricchezza di particolari dati clinici che ancora oggi costituiscono i pilastri anamnestici e semeiologici che il neurologo identifica seguendo esordio e decorso dei giovani malati di sclerosi multipla;
- Augusta Emma d'Este (1801-1866), sposò Thomas Wilde, 1º barone Truro, non avendone discendenza.

Il principe Augusto Federico non ebbe figli dalla seconda moglie, la duchessa di Inverness.

## Titoli nobiliari, onorificenze e stemma

### Titoli
- 27 gennaio 1773 – 27 novembre 1801: Sua altezza reale il principe Augusto Federico
- 27 novembre 1801 – 21 aprile 1843: Sua altezza reale il duca di Sussex

### Stemma
In quanto figlio del sovrano, Augusto Federico poté utilizzare lo stemma del regno, differenziato con un nasto d'argento a tre punte, quella centrale recante due cuori rossi, mentre le esterne ognuna con una croce rossa.

## Antenati
|                                                 |                                            |                                               | Genitori                                         |  |  | Nonni |  |  | Bisnonni                 |  |  | Trisnonni               |  |
|                                                 |                                            |                                               |                                                  |  |  |       |  |  | Giorgio II d'Inghilterra |  |  | Giorgio I d'Inghilterra |  |
|                                                 |                                            |                                               |                                                  |  |  |       |  |  | Giorgio II d'Inghilterra |  |  | Giorgio I d'Inghilterra |  |
|                                                 |                                            | Sofia Dorotea di Celle                        |                                                  |  |  |       |  |  | Giorgio II d'Inghilterra |  |  |                         |  |
| Federico di Hannover                            |                                            |                                               |                                                  |  |  |       |  |  | Giorgio II d'Inghilterra |  |  |                         |  |
|                                                 |                                            | Carolina di Brandeburgo-Ansbach               | Giovanni Federico di Brandeburgo-Ansbach         |  |  |       |  |  |                          |  |  |                         |  |
|                                                 |                                            | Carolina di Brandeburgo-Ansbach               | Giovanni Federico di Brandeburgo-Ansbach         |  |  |       |  |  |                          |  |  |                         |  |
|                                                 |                                            | Carolina di Brandeburgo-Ansbach               | Eleonora Erdmuthe di Sassonia-Eisenach           |  |  |       |  |  |                          |  |  |                         |  |
| Giorgio III d'Inghilterra                       |                                            | Carolina di Brandeburgo-Ansbach               |                                                  |  |  |       |  |  |                          |  |  |                         |  |
|                                                 |                                            | Federico II di Sassonia-Gotha-Altenburg       | Federico I di Sassonia-Gotha-Altenburg           |  |  |       |  |  |                          |  |  |                         |  |
|                                                 |                                            | Federico II di Sassonia-Gotha-Altenburg       | Federico I di Sassonia-Gotha-Altenburg           |  |  |       |  |  |                          |  |  |                         |  |
|                                                 |                                            | Federico II di Sassonia-Gotha-Altenburg       | Maddalena Sibilla di Sassonia-Weissenfels        |  |  |       |  |  |                          |  |  |                         |  |
| Augusta di Sassonia-Gotha-Altenburg             |                                            | Federico II di Sassonia-Gotha-Altenburg       |                                                  |  |  |       |  |  |                          |  |  |                         |  |
|                                                 |                                            | Maddalena Augusta di Anhalt-Zerbst            | Carlo Guglielmo di Anhalt-Zerbst                 |  |  |       |  |  |                          |  |  |                         |  |
|                                                 |                                            | Maddalena Augusta di Anhalt-Zerbst            | Carlo Guglielmo di Anhalt-Zerbst                 |  |  |       |  |  |                          |  |  |                         |  |
|                                                 |                                            | Maddalena Augusta di Anhalt-Zerbst            | Sofia di Sassonia-Weissenfels                    |  |  |       |  |  |                          |  |  |                         |  |
| Augusto Federico di Hannover                    |                                            | Maddalena Augusta di Anhalt-Zerbst            |                                                  |  |  |       |  |  |                          |  |  |                         |  |
|                                                 | Adolfo Federico II di Meclemburgo-Strelitz | Adolfo Federico I di Meclemburgo-Schwerin     |                                                  |  |  |       |  |  |                          |  |  |                         |  |
|                                                 | Adolfo Federico II di Meclemburgo-Strelitz | Adolfo Federico I di Meclemburgo-Schwerin     |                                                  |  |  |       |  |  |                          |  |  |                         |  |
|                                                 | Adolfo Federico II di Meclemburgo-Strelitz | Maria Caterina di Brunswick-Wolfenbüttel      |                                                  |  |  |       |  |  |                          |  |  |                         |  |
| Carlo Ludovico Federico di Meclemburgo-Strelitz | Adolfo Federico II di Meclemburgo-Strelitz |                                               |                                                  |  |  |       |  |  |                          |  |  |                         |  |
|                                                 |                                            | Cristiana Emilia di Schwarzburg-Sondershausen | Cristiano Guglielmo di Schwarzburg-Sondershausen |  |  |       |  |  |                          |  |  |                         |  |
|                                                 |                                            | Cristiana Emilia di Schwarzburg-Sondershausen | Cristiano Guglielmo di Schwarzburg-Sondershausen |  |  |       |  |  |                          |  |  |                         |  |
|                                                 |                                            | Cristiana Emilia di Schwarzburg-Sondershausen | Antonia Sibilla di Barby-Muhlingen               |  |  |       |  |  |                          |  |  |                         |  |
| Carlotta di Meclemburgo-Strelitz                |                                            | Cristiana Emilia di Schwarzburg-Sondershausen |                                                  |  |  |       |  |  |                          |  |  |                         |  |
|                                                 |                                            | Ernesto Federico I di Sassonia-Hildburghausen | Ernesto di Sassonia-Hildburghausen               |  |  |       |  |  |                          |  |  |                         |  |
|                                                 |                                            | Ernesto Federico I di Sassonia-Hildburghausen | Ernesto di Sassonia-Hildburghausen               |  |  |       |  |  |                          |  |  |                         |  |
|                                                 |                                            | Ernesto Federico I di Sassonia-Hildburghausen | Sofia Enrichetta di Waldeck                      |  |  |       |  |  |                          |  |  |                         |  |
| Elisabetta Albertina di Sassonia-Hildburghausen |                                            | Ernesto Federico I di Sassonia-Hildburghausen |                                                  |  |  |       |  |  |                          |  |  |                         |  |
|                                                 |                                            | Sofia Albertina di Erbach-Erbach              | Giorgio I di Erbach-Erbach                       |  |  |       |  |  |                          |  |  |                         |  |
|                                                 |                                            | Sofia Albertina di Erbach-Erbach              | Giorgio I di Erbach-Erbach                       |  |  |       |  |  |                          |  |  |                         |  |
|                                                 |                                            | Sofia Albertina di Erbach-Erbach              | Amalia Caterina di Waldeck-Eisenberg             |  |  |       |  |  |                          |  |  |                         |  |
|                                                 |                                            | Sofia Albertina di Erbach-Erbach              |                                                  |  |  |       |  |  |                          |  |  |                         |  |